# 낮에 뜨는 달
《낮에 뜨는 달》은 2023년 11월 1일부터 2023년 12월 14일까지 방송된 ENA 수목 드라마다.

## 프로그램 소개
사랑하는 연인에게 살해 당한 뒤 시간이 멈춰버린 남자와 전생의 기억을 잃고 한없이 흘러가버린 여자의 위험하고 애틋한 환생 로맨스

## 제작진

### 제작사
- 아이윌미디어 : MBC 주말 드라마 《사랑해서 남주나》(제작)

### 극본
- 김혜원
- 정성은

### 연출
- 표민수 : KBS 2TV KBS 드라마 스페셜 《아직은 사랑할 시간》(연출), KBS 2TV 월화 드라마 《스타》(공동 연출), KBS 2TV 드라마 게임 《깊은 바다》(연출), KBS 2TV 특집 드라마 《자매의 뜰》(연출), KBS 1TV 일일 드라마 《사람의 집》(책임 PD), KBS 2TV 수목 드라마 《환상여행 기다림편》(연출), KBS 2TV 수목 드라마 《그대의 찬 손》(연출), 저서 《인문의 스펙을 타고 가라》(집필), 저서 《드라마 어떻게 만들 것인가 표민수 감독의 드라마 제작론》(집필), 영화 《아이리스 2 더 무비》(연출), KBS 2TV 월화 드라마 《거짓말》(연출), KBS 2TV 연말 특집 드라마 《슬픈 유혹》(연출), KBS 2TV 월화 드라마 《바보같은 사랑》(연출), KBS 2TV 주말 드라마 《푸른 안개》(연출), KBS 2TV 수목 드라마 《풀하우스》(연출), MBC 월화 드라마 《넌 어느 별에서 왔니》(연출), KBS 2TV 수목 드라마 《인순이는 예쁘다》(연출), KBS 2TV 월화 드라마 《그들이 사는 세상》(연출), SBS 월화 드라마 《커피하우스》(연출), MBC 수목 드라마 《넌 내게 반했어》(연출), tvN 월화 드라마 《꽃미남 라면가게》(연출), KBS 2TV 수목 드라마 《아이리스 2》(공동 연출), tvN 월화 드라마 《호구의 사랑》(연출), KBS 2TV 금토 드라마 《프로듀사》(공동 연출), JTBC 금토 드라마 《제3의 매력》(연출) 연출
- 박찬율

## 등장 인물

### 주요 인물
- 김영대 : 한준오/도하 역

한준오
-자타 공인 대한민국의 톱스타. 아이돌 준비하느라 고등학교는 중퇴. 입만 열면 고급스러운 외모가 참 없어 보이는 타입. 활자 공포증에 난독증까지 앓고 있는 데다, 엄마 대신 키워준 고마운 형을 흥신소 정도로만 여길 만큼 철도 없다. 열애설 무마용 공익 광고 촬영이 있던 날, 돌연 차량이 한강에 추락하면서 사망했다가 지박령 도하에게 몸을 빼앗겨 다시 깨어난다. 이후 자신을 목숨 걸고 구한 소방관 강영화에게 미친 듯이 잡착하며, 오직 그녀를 죽일 기회만 엿보고 있다. 가방끈 짧은 철부지 안하무인 망나니에서, 시크하고 기품 있는엘리트 귀족 원귀 덕에 긴장감 넘치는 업그레이드를 당하는 비운의(?) 톱스타.
도하
- 왕의 총애를 받는 백전백승의 신라 대장군. 왕의 명령으로 가야를 멸망시킨 뒤, 가야 유민 출신의 한리타와 슬프고 잔인한 인연으로 조우한다.
- 표예진 : 강영화/한리타 역

강영화(아역: 심지유)
-국내에 몇 안 되는 여자 소방구조대원. 3년 연속 무사망자라는 전무후무한 출동 기록에 '수호신' 보유설에 이어 '기적의 소방관'이라는 별명까지 얻으며 승승장구 중이었다. 명예 소방관 공익광고 촬영장에서 우연히 한준오를 구한 뒤, 다시 살아난 그의 집착과 계략에 빠지게 되어 기어코 임시 경호원이 된다. 이후 사람을 구하는 게 천상 업이었던 그녀에게 전생의 업이라는 판타지가 끼어들기 시작하고, 신입 경호원의 톱스타 한준오 지키기는 상상도 못할 위기를 맞이한다.
한리타
- 가야 대장군의 딸. 도하에 의해 가야가 멸망하고 가족이 몰살당한 뒤, 복수를 꿈꾸고 있다.

### 주변 인물
- 온주완 : 한민오 역

한준오의 친형이자, 상장을 앞둔 비기닝 엔터테인먼트 대표. 일찍 돌아가신 부모님 대신에 준오를 톱스타로 키워낸 독하고 강한 남자. 회사 일에는 칼 같지만, 동생에게는 한없이 자애로운 형이다. 준오를 구한 강영화에게 고마워하며 은혜를 갚겠다 다짐하지만 준오가 진짜 준오가 아닌 것 같다는 의심을 하게 되면서부터 모든 것이 달라지기 시작한다.
- 정웅인 : 석철환 / 소리부 역

비기닝 엔터테인먼트 전 대표. 지은 죄에 짓지 않은 죄까지 뒤집어쓰고 연예계에서 영구 퇴출됐다. 한준오와 강영화의 주변을 맴돌며 두 사람을 점점 위기로 내몬다.
- 이경영 : 소리부 역

도하의 양아버지로, 신라의 왕 다음으로 부과 권력을 누렸던 최고의 권세가.
- 김동영 :장윤제 역

철부지 한준오 뒤치다꺼리에 도가 튼 매니저. 죽었다 살아난 준오가 준오가 아닌 섬뜩한 존재임을 알아챈 뒤, 그를 빨리 천도시키기 위해 돕던 중 천 오백년 된 원귀의 매니저로 거듭난다. 영화의 룸메이트 나연과 우연한 기회로 급격히 썸을 타는 사이로 발전한다.
- 이준혁 : 고경세역

비기닝 엔터테인먼트 전속 변호사. 전 대표인 석철환과 막역한 사이었지만, 회사가 기울자 민오에 동조해 그를 대표 자리에서 내쳤다. 은근히 소심하고 겁도 많은 스타일. 어느 날 밤 누군가의 전화 한 통을 받고 나간 뒤, 일생일대의 위기를 맞이하게 된다. 
- 정신혜 : 정이슬 역

작품마다 남자를 갈아 치우는 한준오의 전 여친.
준오가 죽었다 살아난 사건을 사기라고 믿으며, 오로지 자신의 이익을 위해 움직인다. 구태주가 일으킨 사건으로 인해 위기에 처하자, 위기를 극복하기 위해 준오를 다시 애인으로 만들고자 한다. 
- 문예원 : 최나연 역

영화의 룸메이트. 파리만 날리는 검도장을 연 지 2년차인 검도장 사범. 영화의 월급에 의지해 살지만 구김살 1도 없는 긍정적인 스타일이다. 준오가 귀신에 씌였다는 사실을 알게 된 뒤, 둘 사이를 반대한다. 깃털처럼 가볍지만 천근만근인 영화를 웃게 하는 따뜻한 언니. 영화를 통해 알게 된 윤제에게 호감을 느낀다.
- 이영석 : 큰스님 역

신병을 앓는 동석에게 해인이라는 법명을 내려 불자로 키워냈고 무서운 통찰로 육신에 몸을 숨긴 원귀의 처연한 속내까지도 꿰뚫어 보는 인물
전직 큰 무당. 현재는 작은 암자의 주지다. 우연히 만난 영화 부에게 딸을 지킬 방법을 알려 준다. 영화의 일로 고민하는 해인을 도우면서도, 속세의 일에 더 이상 관여하지 말라 충고한다. 
- 신유로 :해인스님 역(아역 류하람)

어린 시절 영화에게 자신이 하고 있던 호신부를 건네 준 장본인. 다시 인연이 되어 만난 영화가 자신의 지박령에게 죽게 될 지도 모르는 위기에 처한 것을 알게 되고 그녀를 도우려 한다. 
- 정헌 : 구태주 역

한준오에게 국민 남친 자리를 빼앗긴 배우. 갑작스레 터진 스캔들로 준오에게 배역마저 빼앗기자, 그의 소행임을 확신하고 복수 할 기회를 엿본다. 
- 김경일 : 강수한 역

영화 아버지
- 우정국
- 이소금
- 이랑서
- 서해원

## 시청률
최저 시청률과 최고 시청률은 시청률 조사회사와 지역별로 시청률에 차이가 있을 수 있습니다.
| 2023년 | 2023년    | 2023년         | 2023년       |
| 회차   | 방송일    | 닐슨 시청률    | 닐슨 시청률  |
| 회차   | 방송일    | 대한민국(전국) | 수도권(서울) |
| ------ | --------- | -------------- | ------------ |
| 제1회  | 11월 1일  | 1.581%         | 1.320%       |
| 제2회  | 11월 2일  | 1.625%         | 1.498%       |
| 제3회  | 11월 8일  | 1.974%         | 2.056%       |
| 제4회  | 11월 9일  | 1.530%         | 1.383%       |
| 제5회  | 11월 15일 | 1.510%         | 1.404%       |
| 제6회  | 11월 16일 | 1.356%         | 1.168%       |
| 제7회  | 11월 22일 | 1.506%         | 1.732%       |
| 제8회  | 11월 23일 | 1.541%         | 1.547%       |
| 제9회  | 11월 29일 | 1.666%         | 1.834%       |
| 제10회 | 11월 30일 | 1.623%         | 1.396%       |
| 제11회 | 12월 6일  | 1.757%         | 2.177%       |
| 제12회 | 12월 7일  | 1.622%         | 1.418%       |
| 제13회 | 12월 13일 | 1.463%         | 1.600%       |
| 제14회 | 12월 14일 | 1.935%         | -            |

## OST
Part.1 내 곁에 있어줘요 - 오왠 (2023년 11월 2일 발매)
Part.2 흩어진 계절 - 정동원
(2023년 11월 9일 발매)
Part.3 Eternal - 이바다
(2023년 11월 16일 발매)
Part.4 그대의 숨결 -길구봉구
(2023년 11월 23일 발매)
Part.5 낮에 뜨는 달처럼 -지아
(2023년 11월 30일 발매)
Part.6 꿈너울 -백지영
(2023년 12월 6일 발매)
Part.7 우리의 모든 -XIA 준수
(2023년 12월 14일 발매)
Part.8 OST 합본 음원(2023년 12월 18일 발매 )

## 참고 사항
- 표예진, 정웅인은 tvN 월화 드라마 《청춘월담》 이후 9개월 만에 재회하여 캐스팅 되었다.

## 같이 보기
- 대한민국의 텔레비전 드라마 목록 (ㄴ)
- 2023년 대한민국의 텔레비전 드라마 목록